# Vicent Berenguer i Micó
Vicent Berenguer (Banyeres de Mariola, l'Alcoià, 12 de novembre de 1955) és un poeta, traductor i editor valencià. Diplomat de Professorat d'EGB, filologia francesa, per la Universitat de València, i estudis de filologia hispànica, inacabats, a la mateixa Universitat. La seva poesia es caracteritza per «narrar la quotidianitat, tot trencant-la amb imatges plenes d'intensitat, preses de la realitat exterior però profundament subjectivades».
Reconegut dinamitzador cultural, el 1986 creà la col·lecció de poesia «Edicions de la Guerra», integrada posteriorment (1997-2017) en l'Editorial Denes la qual ha dirigit fins al 2017. Des d'aleshores dirigeix la col·lecció de poesia de la Institució Alfons el Magnànim.
En l'àmbit de la traducció ha publicat, al castellà, de Gemma Gorga, Libro de los minutos y otros poemas (Denes, 2009); del gallec, de Xosé Maria Díaz Castro, Nimbes (Denes, 1997); del portugués, d'Eugenio de Andrade, Matèria solar (Gregal, 1987); de Mário de Sá-Carneiro, Poesia completa. Cartes a Fernando Pessoa (Lletra Impresa, 2017); de Rubem Fonseca, El cas Morel (Bromera, 1994; 2003), i de José Cardoso Pires, Llibre de bord. Veus, mirades, records (PUV, 2008), entre altres autors. Del poeta portugués Alexandre O'Neill ha publicat la traducció d'onze poemes en la revista L'Aiguadolç, «Dossier Enric Balaguer», núm. 50, tardor 2021, pp. 221-245.

## Obres

### Poesia
- Guants de macam. València: El Cingle, 1985.
- Carmí vora els llavis. València: El Cingle, 1986.
- Dalila. València: La Forest d'Arana, 1987.
- La terra interior. Dibuixos de Jordi Garcia Vilar. Paiporta: Denes, 1989; col. «Edicions de la Guerra» 6.
- Imitació de la soledat. València: Uberto Stabile, València, 1990.
- L'home no confia en la ciutat. Alzira: Bromera, 1996.
- La terra interior i altres poemes. Dibuixos de Jordi Garcia Vilar. Pròleg de D. Sam Abrams. Paiporta: Denes, 2011; col. «Edicions de la Guerra» 100.
- Paradís en perill. Postfaci d'Enric Estrela. Catarroja: Perifèric, 2023; col. «Poesia» 36.

### Teatre
- La llegenda del drac i la princesa. Juntament amb Jordi Garcia Vilar. Alzira: Bromera, 1997; 5a ed, 2010; col. «Micalet Teatre» 8.

## Premis[3]
- Amadeu Oller (Barcelona, 1983)
- Vila d'Alaquàs (Alaquàs, 1983)
- Senyoriu d'Ausiàs March (Beniarjó, 1985)
- Roís de Corella (València, 1989)